# Umm Walad
Umm Walad (tiếng Ả Rập: أم ولد, cũng đánh vần Om Walad) là một thị trấn ở miền nam Syria, một phần hành chính của Tỉnh Daraa, nằm ở phía đông Daraa thuộc vùng Hauran. Các địa phương lân cận bao gồm Ira ở phía đông nam, Jabab ở phía nam, al-Musayfirah ở phía tây nam, al-Karak ở phía tây bắc, al-Thaalah ở phía bắc và al-Suwayda ở phía đông bắc. Theo Cục Thống kê Trung ương Syria (CBS), Umm Walad có dân số 7.547 trong cuộc điều tra dân số năm 2004.

## Lịch sử
Năm 1838, Um Wulad được ghi nhận là một ngôi làng Hồi giáo, nằm "Nukra, phía đông Al-Shaykh Maskin".
Vào khoảng năm 1862 đến 1867, những người di cư Druze từ Núi Lebanon định cư ở Umm Walad. Tuy nhiên, đến năm 1883, không còn sự hiện diện của Druze nữa. Vào ngày 26 tháng 1 năm 1881, như một phần của cuộc nổi dậy Druze chống lại chính quyền Ottoman, Umm Walad đã bị các máy bay chiến đấu Druze tấn công. Các cuộc tấn công vào Umm Walad và vụ thảm sát người Hồi giáo tại al-Karak gần đó đã làm dấy lên sự phẫn nộ phổ biến giữa những người Hồi giáo Hauran và khu phố Damascus của Al-Midan, có liên quan đến cuộc xung đột. Chính quyền Ottoman ở Damascus được chính phủ ở Istanbul ra lệnh giải quyết tình hình một cách hòa bình. Do đó, một ủy ban Ottoman đã đạt được thỏa thuận với Druze, quy định từ bỏ lệnh bắt giữ đối với các cá nhân Druze bị truy nã, tập thể Druze trả tiền máu cho các nạn nhân Hồi giáo Hauran và cảnh báo cho người Hồi giáo trong khu vực để kiềm chế khỏi khiêu khích Druze.
Vào tháng 8 năm 1925, sau thất bại của Pháp tại Trận al-Mazraa, một phần của Cuộc nổi dậy Syria vĩ đại chống lại sự cai trị của Pháp ủy, các cuộc đàm phán giữa chính quyền Druze và Pháp ủy đã diễn ra tại Umm Walad. Kết thúc cuộc hội đàm, một cuộc trao đổi tù nhân cũng diễn ra tại ngôi làng giữa lễ kỷ niệm Druze.
Vào ngày 29 tháng 6, quân đội Syria đã chiếm lại thị trấn từ tay phiến quân.